# Stipa calamagrostis
Achnatherum calamagrostis là một loài thực vật có hoa trong họ Hòa thảo. Loài này được (L.) Wahlenb. miêu tả khoa học đầu tiên năm 1813.

## Hình ảnh

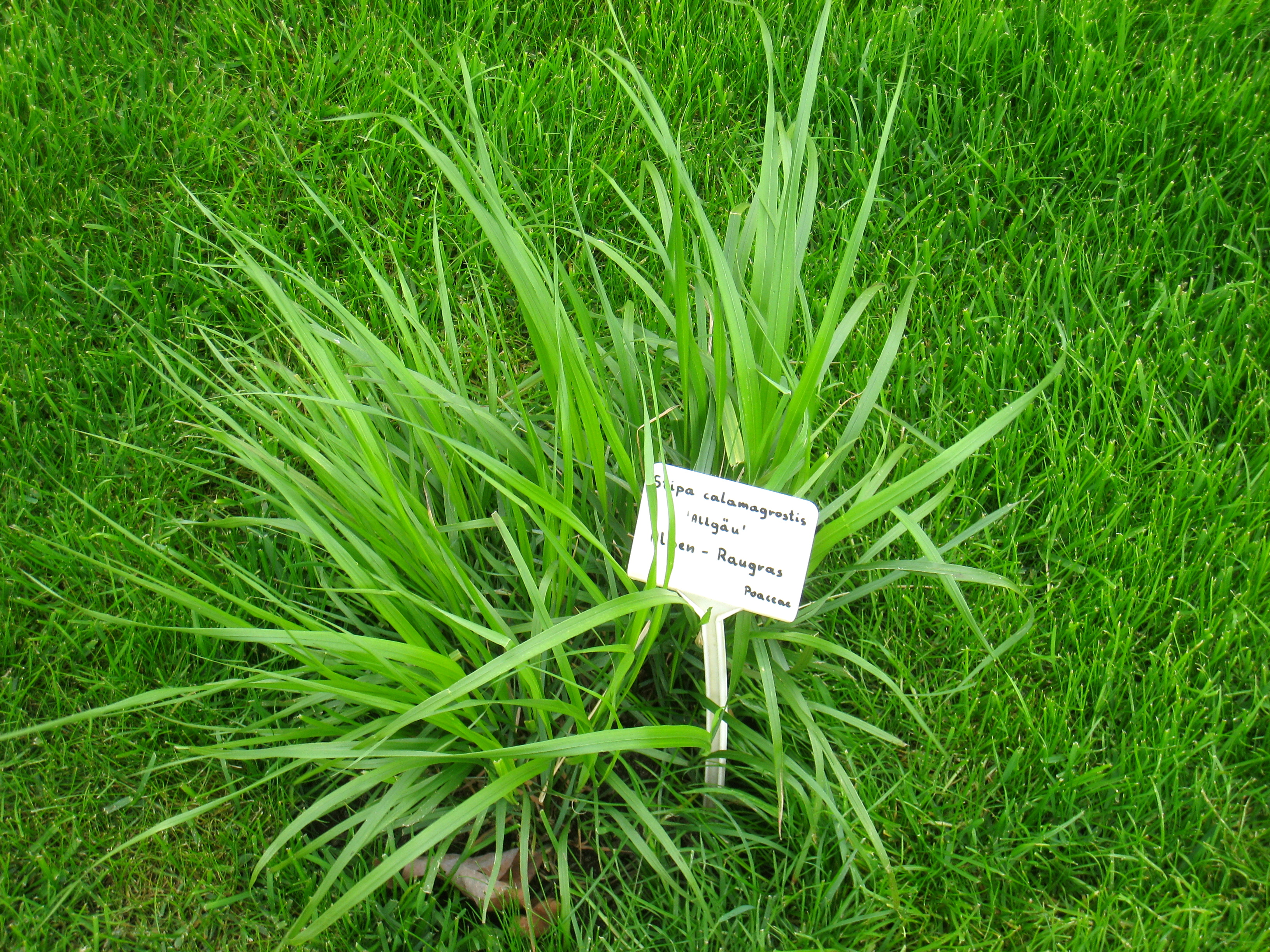
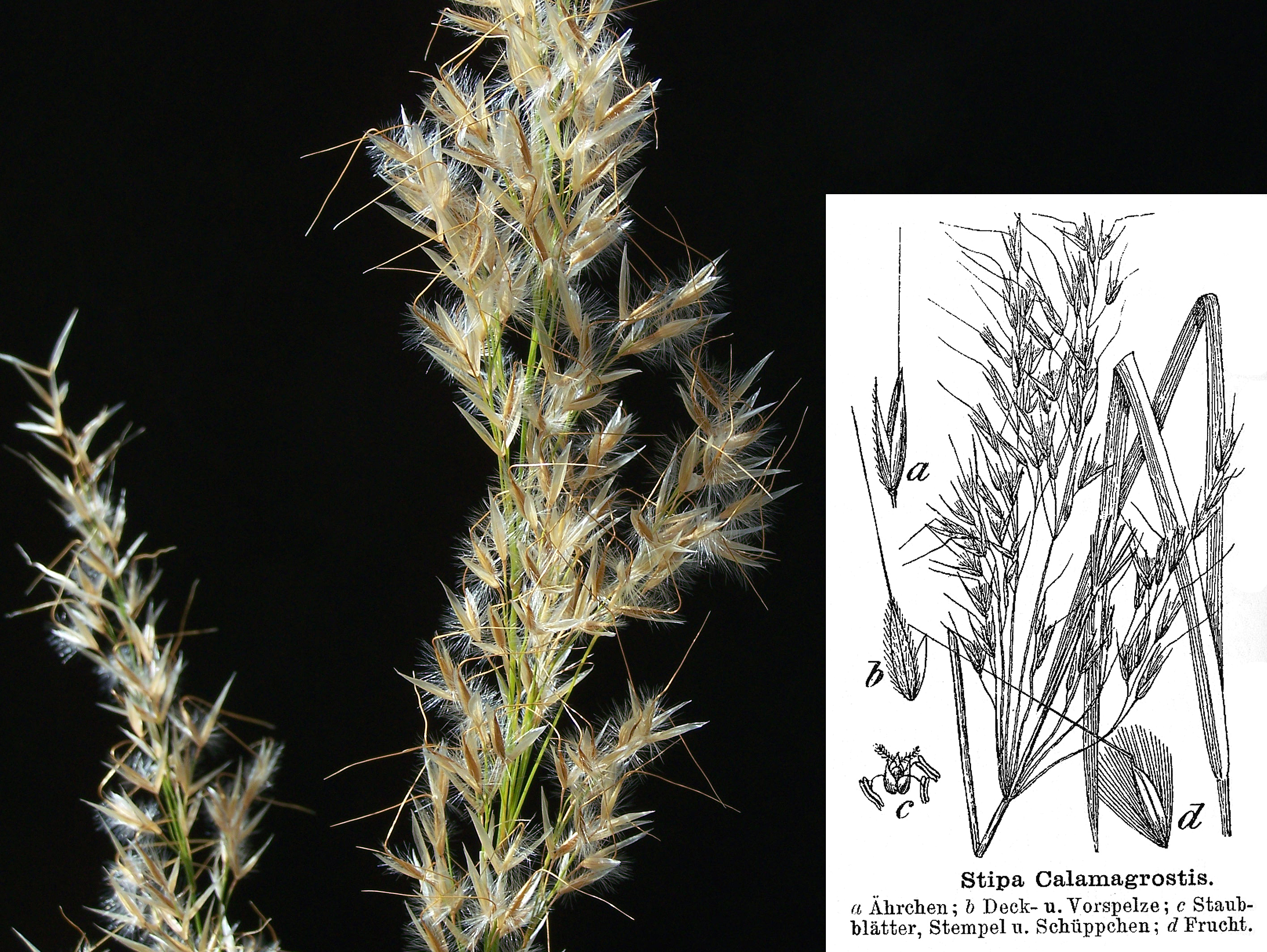
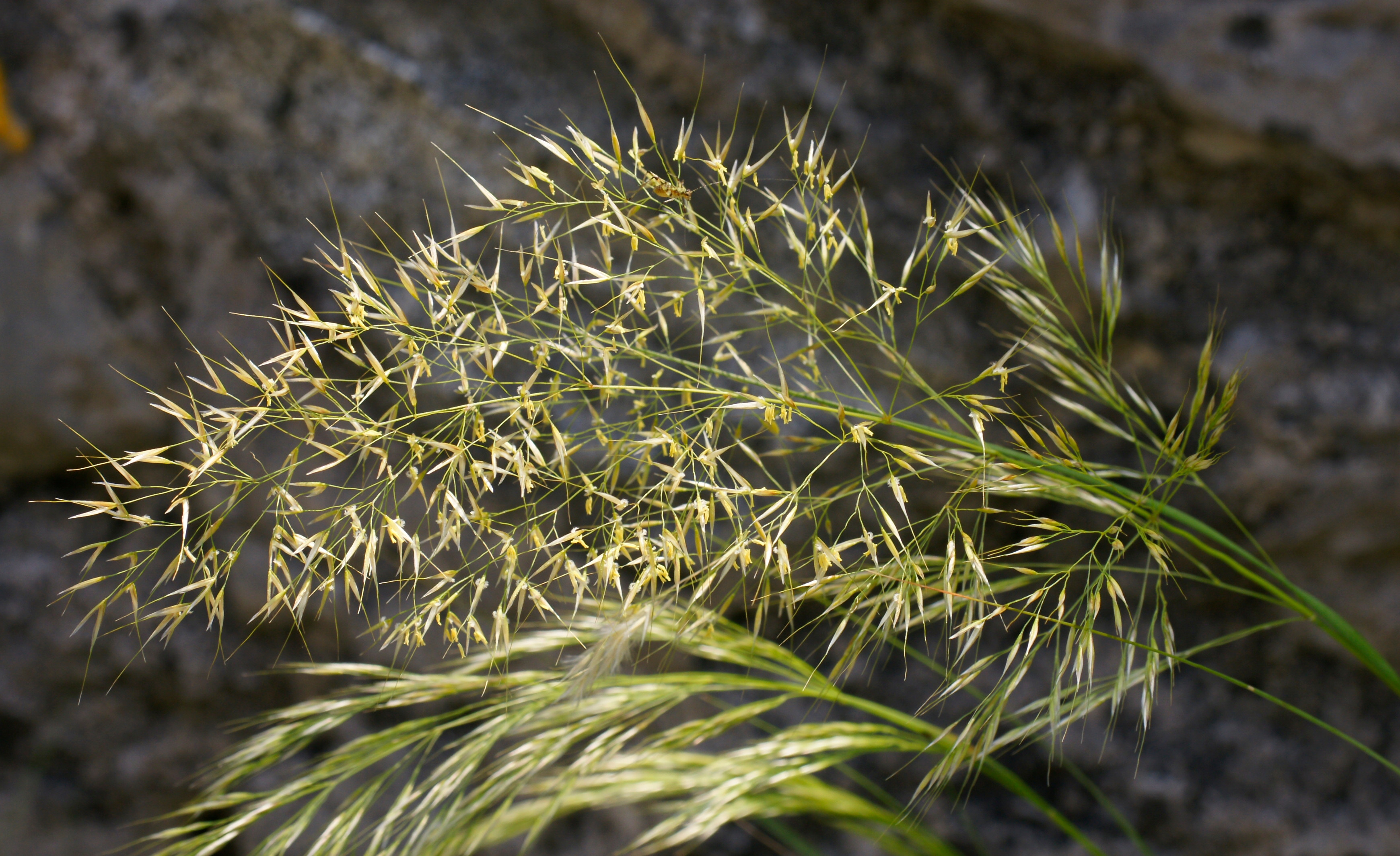